# Austrochilus schlingeri
Austrochilus schlingeri är en spindelart som beskrevs av Norman I. Platnick 1987. Austrochilus schlingeri ingår i släktet Austrochilus och familjen Austrochilidae. Inga underarter finns listade.